# ACE (format de fichier)
Pour les articles homonymes, voir ACE.
Le format ACE est un format de fichier de compression développé par la société e-merge GmbH et utilisé par le logiciel WinAce (en).
Il est basé sur la méthode de compression Lempel-Ziv, suivi d'un codage de Huffman.
Il ressemble donc, dans ses principes, aux compressions RAR et ZIP, mais il obtiendrait des taux légèrement supérieurs, au détriment de la vitesse. Son pic de popularité fut atteint dans les années 1999–2001. Sous Linux, la commande unace permet de décompresser ce type de fichier.

## WinAce
Le logiciel de compression WinAce assurait le support du format ACE sur Windows, ainsi que la décompression d'archives ZIP, RAR ou CAB. Il a été développé par e-merge GmbH jusqu'en 2008, date de sa dernière mise à jour. WinAce a également introduit une nouvelle version du format, ACE 2.0.
Il était possible d'utiliser le logiciel gratuitement à condition d'installer un adware partenaire, nommé WhenU. Cette option a été remplacée par un programme de souscription avec TrialPay dans les dernières versions.

## Failles de sécurité
Depuis au moins 2015, le format ACE est utilisé par les spammers pour envoyer des logiciels malveillants ou des ransomware, souvent par le biais d'e-mails,,. Du fait de l'ancienneté du format, les archives au format ACE étaient rarement analysées par les logiciels et services de courriel grand public.
En février 2019, des failles de sécurité importantes ont été découvertes dans une des libraries DLL utilisées par le logiciel WinRAR, servant à décompresser les archives au format ACE. En utilisant ces failles, des chercheurs en sécurité ont pu créer des archives ACE qui installent des fichiers malveillants en arrière-plan, pendant la décompression,,. Depuis, la librairie "unacev2.dll" permettant de décompresser les archives ACE a été supprimée de WinRAR et d'autres logiciels de compression, abandonnant la prise en charge du format,.